# Driggs (Idaho)
Driggs es una ciudad ubicada en el condado de Teton en el estado estadounidense de Idaho. En el año 2010 tenía una población de 1.660 habitantes y una densidad poblacional de 614,81 personas por km².

## Geografía
Driggs se encuentra ubicado en las coordenadas 43°43′31″N 111°6′22″O / 43.72528, -111.10611. Según la Oficina del Censo, la localidad tiene un área total de 2,7 km² (1 mi²), de la cual 2,7 km² (1 mi²) es tierra y 0 km² (0 mi²) (0.0%) es agua.

## Demografía
En el 2000 la renta per cápita promedia del hogar era de $33,750, y el ingreso promedio para una familia era de $40,469. En 2000 los hombres tenían un ingreso per cápita de $30,703 contra $19,722 para las mujeres. El ingreso per cápita para la localidad era de $14,710. Alrededor del 11.2% de la población estaba bajo el umbral de pobreza nacional.